# بين غريفين
بين غريفين (بالإنجليزية: Ben Griffin)‏ (7 مارس 1986 ببريزبان في أستراليا - ) هو لاعب كرة قدم أسترالي في مركز قلب الدفاع. لعب مع كوينزلاند ليونز ونادي بريزبان رور وبريزبان سترايكرز ‏ وSouths United FC ‏.

## وصلات خارجية
- بين غريفين على موقع قاعدة بيانات كرة القدم.إي يو (الإنجليزية)